# Escerdilaides
|  | Per a altres significats, vegeu «Escerdilaides (fill de Genci)». |

Escerdilaides (grec antic: Σκερδιλαΐδας, llatí: Scerdilaedas) fou rei d'Il·líria gairebé amb seguretat fill de Pleurat II i germà petit d'Agró.
És esmentat després de la mort d'Agró dirigint una força enviada per la reina vídua Teuta contra l'Epir (230 aC). Va avançar a través dels passos d'Atintània i va derrotar a un exèrcit epirota i va arribar fins a Fènice, però va haver de tornar cridat per Teuta, per fer front a un atac dels dàrdans.
Probablement va pujar al tron després de l'abdicació de Teuta després de la seva derrota a la Primera Guerra Il·líria el 228 aC però segurament dominant només una part del país i sense el títol reial que segurament no va agafar fins a la mort del seu nebot Pinnes (212 aC) al que els romans havien transferit la sobirania sota regència de Demetri de Faros.
El 220 aC apareix aliat a Demetri en una expedició contra els aqueus i va fer un tractat amb Agelau de Naupacte dels etolis contra els aqueus; aviat es va barallar amb els seus nou aliats i va ser induït per Filip V de Macedònia a canviar de bàndol i aliar-se al Regne de Macedònia. El 218 aC va enviar un esquadró en suport de Filip, però no va ser de gaire ajut ni en aquesta ocasió ni durant la guerra, però va reclamar al rei macedoni la seva part del botí i com que no se li va donar va declarar la guerra a Filip (217 aC), va capturar alguns vaixells macedonis i va fer una incursió fins a Macedònia ocupant algunes fortaleses frontereres, obligant a Filip, que era al Peloponnès, a tornar al seu país per defensar-lo; Filip va recuperar les fortaleses perdudes i va passar l'hivern equipant una flota per atacar Il·líria; Escerdilaides va demanar ajut a Roma, que lògicament estaven favorablement disposats però en aquell moment no podien oferir cap ajut, ja que s'enfrontaven als cartaginesos d'Hanníbal. El 216 aC els romans van enviar deu vaixells i només la seva presència va fer retirar a Filip de la mar Adriàtica, cap a Cefal·lènia. Com que l'ajut romà ja no va reaparèixer, Filip va poder, a la resta de l'any, ocupar la fortalesa de Lissos i diverses comarques il·líries.
El 211 aC Escerdilaides, ja rei, es va aliar a la Lliga Etòlia i a Roma però la seva part a la guerra es va limitar a algunes incursions a Macedònia. Va morir abans de la pau del 204 aC. El va succeir el seu fill Pleurat III.